# Palenc
Palenc (sorbisch für Schnaps) ist der Name eines beliebten sorbischen Trinkliedes, das bei vielen Gelegenheiten gesungen wird. Die erste Strophe dieses Volkslieds findet sich unter dem Titel Pića pšicina („Grund zum Trinken“) bereits im 1841 veröffentlichten ersten Band der Volkslieder der Wenden in der Ober- und Nieder-Lausitz von Joachim Leopold Haupt und Johann Ernst Schmaler.
Für den Text der vierten Strophe gibt es mehrere abweichende Versionen; gelegentlich werden noch weitere Strophen gesungen, beispielsweise Łužica, Łužica, ta dyrbi serbska być („Die Lausitz, die Lausitz, die muss sorbisch sein“). Es wurden mehrere unterschiedliche Interpretationen von „Palenc“ auf Tonträgern veröffentlicht. 

## Text
Obersorbisch:
Palenc, palenc, tón dyrbi pity być!

Hdyž ja nimam palenca, to mje boli wutroba.

Palenc, palenc, tón dyrbi pity być!

Piwo, piwo, te dyrbi pite być!

Hdyž ja nimam piwo dosć, to mi njem’ža mocy rosć.

Piwo, piwo, te dyrbi pite być!

Winko, winko, te pił je hnadny knjez.

Nětk smy knjeza wuhnali, winko sami wupili.

Winko, winko nětk pije cyła wjes.

Holčka, holčka, ta dyrbi luba być!

Hdyž ja nimam holčičku, to mam zrudnu wutrobu.

Holčka, holčka, ta dyrbi luba być!
Sinngemäße Übersetzung:
Der Schnaps, der Schnaps, der muss getrunken werden!

Wenn ich keinen Schnaps habe, tut mir das Herz weh.

Der Schnaps, der Schnaps, der muss getrunken werden!

Das Bier, das Bier, das muss getrunken werden!

Wenn ich nicht genug Bier habe, können mir keine Kräfte wachsen.

Das Bier, das Bier, das muss getrunken werden!

Den Wein, den Wein, den hat der gnädige Herr getrunken.

Jetzt haben wir den Herrn verjagt und trinken ihn selbst.

Den Wein, den Wein, jetzt trinkt ihn das ganze Dorf.

Das Mädchen, das Mädchen, lieb muss es sein!

Wenn ich kein Mädelchen hab, ist mein Herz traurig.

Das Mädchen, das Mädchen, lieb muss es sein!
Niedersorbisch / Dolnoserbšćina:
Paleńc, paleńc, ten musy pity byś!

(Daj mě hyšći jaden)

Paleńc, paleńc, ten musy pity byś!

Gaž ja njamam paleńca, mě ga bóli wutšoba.

Paleńc, paleńc, ten musy pity byś!

Piwo, piwo, to musy pite byś!

(Daj mě hyšći jadno)

Piwo, piwo, to musy pite byś!

Gaž ja njamam piwa dosć, njamógu mě mócy rosć.

Piwo, piwo, to musy pite byś!

Winko, winko, to pił jo gnadny kněz.

Winko, winko, to pił jo gnadny kněz.

Něnt smy kněza wugnali, winko sami wupili.

Winko, winko, to pił jo gnadny kněz.

Źowćko, źowćko, to musy lube byś!

Źowćko, źowćko, to musy lube byś!

Gaž ja njamam źowcycku, to mam tužnu wutšobu.

Źowćko, źowćko, to musy lube byś!

Łužyca, Łužyca, ta musy serbska byś!

Łužyca, Łužyca, ta musy serbska byś!

Gaź ja njamam Łužycu, pón ja randalěruju!

Łužyca, Łužyca, ta musy serbska byś!